# The Purity of Perversion
The Purity of Perversion är det belgiska brutal death metal-bandet Aborteds debutalbum, utgivet i maj 1999 på Uxicon Records och återutigvet året efter på Soulreaper Records.
Detta var bandets enda album med med gitarristen Christophe Herreman.

## Låtlista
1. "Intro" – 0:57
2. "Act of Supremacy" – 2:43
3. "The Lament Configuration" – 4:49
4. "The Sanctification of Fornication" – 3:22
5. "Organic Puzzle" – 3:19
6. "Necro-Eroticism" – 3:58
7. "Highway 1-35" – 3:54
8. "Gurgling Rotten Feces" – 3:43
9. "Wretched Carnal Ornaments" – 4:42

## Medverkande
Musiker
- Sven de Caluwé – sång
- Niek Verstraete – gitarr
- Christophe Herreman – gitarr
- Koen Verstraete – basgitarr
- Frank Rosseau – trummor

Bidragande musiker
- Henne – sång
- Kurt Monie – sång

Produktion
- Kris Belaen – producent, inspelningstekniker, mixning, mastering
- Niek Verstraete – logotyp
- Christophe Szpajdel – logotyp
- Fré de Vos – layout
- Sven de Caluwé – layout